# الوادي (إب)

تعديل مصدري - تعديل

الوادي محلة تابعة لقرية الدقيقة، التابعة لعزلة بلادشار بمديرية إب إحدى مديريات محافظة إب في الجمهورية اليمنية، بلغ تعداد سكانها 23 حسب تعداد اليمن لعام 2004.